# Бруклін (фільм)
«Бруклін» (англ. Brooklyn) — історично-драматичний фільм, знятий Джоном Кроулі за однойменним романом Колма Тойбіна 2009 року видання. Світова прем'єра стрічки відбулась 26 січня 2015 року на кінофестивалі «Санденс».
Український переклад зробила студія Цікава ідея на замовлення Гуртом..

## Синопсис
Фільм розповідає про Елліс Лейсі, яка неохоче покидає своє рідне ірландське село і вирушає на пошуки роботи в Америку, але трагічні новини з батьківщини змушують її повернутися до Ірландії.

## У ролях
- Сірша Ронан — Елліс Лейсі
- Домналл Глісон — Джим Фаррелл
- Еморі Коен — Антоніо «Тоні» Фіорелло
- Джим Бродбент — отець Флуд
- Джулі Волтерс — Медж Кехо
- Джессіка Паре — міс Фортіні
- Єва Бертістл — Джорджина
- Емілі Бетт Рікардс — Петті
- Колм Тойбін — камео

## Визнання
| Нагороди та номінації фільму «Бруклін» | Нагороди та номінації фільму «Бруклін»    | Нагороди та номінації фільму «Бруклін» | Нагороди та номінації фільму «Бруклін»              | Нагороди та номінації фільму «Бруклін» | Нагороди та номінації фільму «Бруклін» | Нагороди та номінації фільму «Бруклін» |
| Рік                                    | Кінопремія / Кінофестиваль                | Категорія / Нагорода                   | Номінант                                            | Результат                              | Дж                                     |                                        |
| -------------------------------------- | ----------------------------------------- | -------------------------------------- | --------------------------------------------------- | -------------------------------------- | -------------------------------------- | -------------------------------------- |
| 2015                                   | Кінопремія Голлівуду                      | Премія Голлівуду новій акторці         | Сірша Ронан                                         | Перемога                               | [ 5 ]                                  |                                        |
| 2015                                   | Гемптонський міжнародний кінофестиваль    | Нагорода за акторський прорив          | Сірша Ронан                                         | Перемога                               |                                        |                                        |
| 2015                                   | Мілл-Веллейський кінофестиваль            | Нагорода глядачів                      | «Бруклін»                                           | Перемога                               |                                        |                                        |
| 2015                                   | Ванкуверський міжнародний кінофестиваль   | Нагорода «Вибір глядачів»              | «Бруклін»                                           | Перемога                               |                                        |                                        |
| 2015                                   | Спільнота кінокритиків Нью-Йорка          | Найкраща акторка                       | Сірша Ронан                                         | Перемога                               |                                        |                                        |
| 2016                                   | 69-та церемонія вручення нагороди БАФТА   | Найкраща жіноча роль                   | Сірша Ронан                                         | Номінація                              | [ 6 ] [ 7 ]                            |                                        |
| 2016                                   | 69-та церемонія вручення нагороди БАФТА   | Найкраща жіноча роль другого плану     | Джулі Волтерс                                       | Номінація                              | [ 6 ] [ 7 ]                            |                                        |
| 2016                                   | 69-та церемонія вручення нагороди БАФТА   | Найкращий адаптований сценарій         | Нік Горнбі                                          | Номінація                              | [ 6 ] [ 7 ]                            |                                        |
| 2016                                   | 69-та церемонія вручення нагороди БАФТА   | Найкращий британський фільм            | Джон Кровлі, Фінола Дваєр, Нік Горнбі і Аманда Позі | Перемога                               | [ 6 ] [ 7 ]                            |                                        |
| 2016                                   | 69-та церемонія вручення нагороди БАФТА   | Найкращий дизайн костюмів              | Оділь Дікс-Мірє                                     | Номінація                              | [ 6 ] [ 7 ]                            |                                        |
| 2016                                   | 69-та церемонія вручення нагороди БАФТА   | Найкращий грим і зачіска               | Морна Фергюсон і Лоррейн Глінн                      | Номінація                              | [ 6 ] [ 7 ]                            |                                        |
| 2016                                   | 88-ма церемонія вручення нагороди «Оскар» | Найкращий фільм                        | «Бруклін»                                           | Номінація                              | [ 8 ] [ 9 ]                            |                                        |
| 2016                                   | 88-ма церемонія вручення нагороди «Оскар» | Найкраща акторка                       | Сірша Ронан                                         | Номінація                              | [ 8 ] [ 9 ]                            |                                        |
| 2016                                   | 88-ма церемонія вручення нагороди «Оскар» | Найкращий адаптований сценарій         | Нік Горнбі                                          | Номінація                              | [ 8 ] [ 9 ]                            |                                        |